# Тиллоев, Руслан Искандарович
Руслан Искандарович Тиллоев (тадж. Руслан Искандарович Тиллоев; 14 июня 1992, СССР) — таджикский футболист, защитник. В настоящее время выступает за «Панджшер».

## Карьера
Начал играть в детском футбольном клубе в Московской области России. Тогда ему было 8-9 лет. Приехав в Душанбе через пару лет, играл в команде своего двора, в 65-м микрорайоне Душанбе. Последней детско-юношеской командой была «Спарта», где он тренировался у Хикмата Фузайлова и Далера Каёсова.
Во взрослом футболе с 2007 года. Тогда решили создать новую команду — «Дангара». Главным тренером был назначен Хикмат Фузайлов. Он меня и пригласил. Но команда так и не нашла поддержки и расформировалась. В том же сезоне перешел в столичную «Химу». Играл за дубль. В 2008 году перешел в ЦСКА «Памир». Потом «Шодмон», «Энергетик» и снова ЦСКА «Памир».